# Большая (нижний приток Енисея)
Большая — река в Туруханском районе Красноярский края, левый приток Енисея. Длина — 16 км.
Вытекает из одной из стариц Енисея и течёт на север параллельно ему. Впадает в Енисей напротив нежилого посёлка Пупково, на расстоянии 1097 км от устья.
По данным государственного водного реестра России относится к Енисейскому бассейновому округу. Код водного объекта 17010600112116100060705.